# جيوفاني باتيستا مينيجيني
جيوفاني باتيستا مينيجيني (بالإيطالية: Giovanni Battista Meneghini)‏ رجل أعمال ايطالي (ولد يوم 11 يناير من العام 1896) كان مشهورا كواحد من أكبر صناع الطوب في مدينة فينيسيا، وازدادت شهرته بعد زواجه من مغنية الاوبرا اليونانية ماريا كالاس. وكان من أهم صفات مينيجيني هو انه رجل أعمال ذكي جدا وصارم في تعامله. وكان الداعم القوي لزوجته في بداية حياتها الفنية.

## سيرته
ولد جيوفاني في مدينة فيرونا لأبوين ايطاليين، وعمل بداية شبابه في مصنع الطوب في البندقية، قبل أن يعمل في صناعة السينما الايطالية، حتى أصبح من اثرياء المدينة. وكان من عشاق الموسيقى وخاصة الاوبرا. ورغم الغني الذي وصل اليه مينيجيني الا انه عاش معظم حياته كعازب إلى ان قابل اليونانية ماريا كالاس اثناء اقامته في أحد الفنادق في فيرونا، وكانت ماريا في هذا الوقت لازالت في بداية مشوارها الفني، وقد اتت للمشاركة في حفلة «لا جوكوندا دي امليكاري بونكيللي» في مدينة فيرونا (صيف عام 1947).

### ماريا كالاس

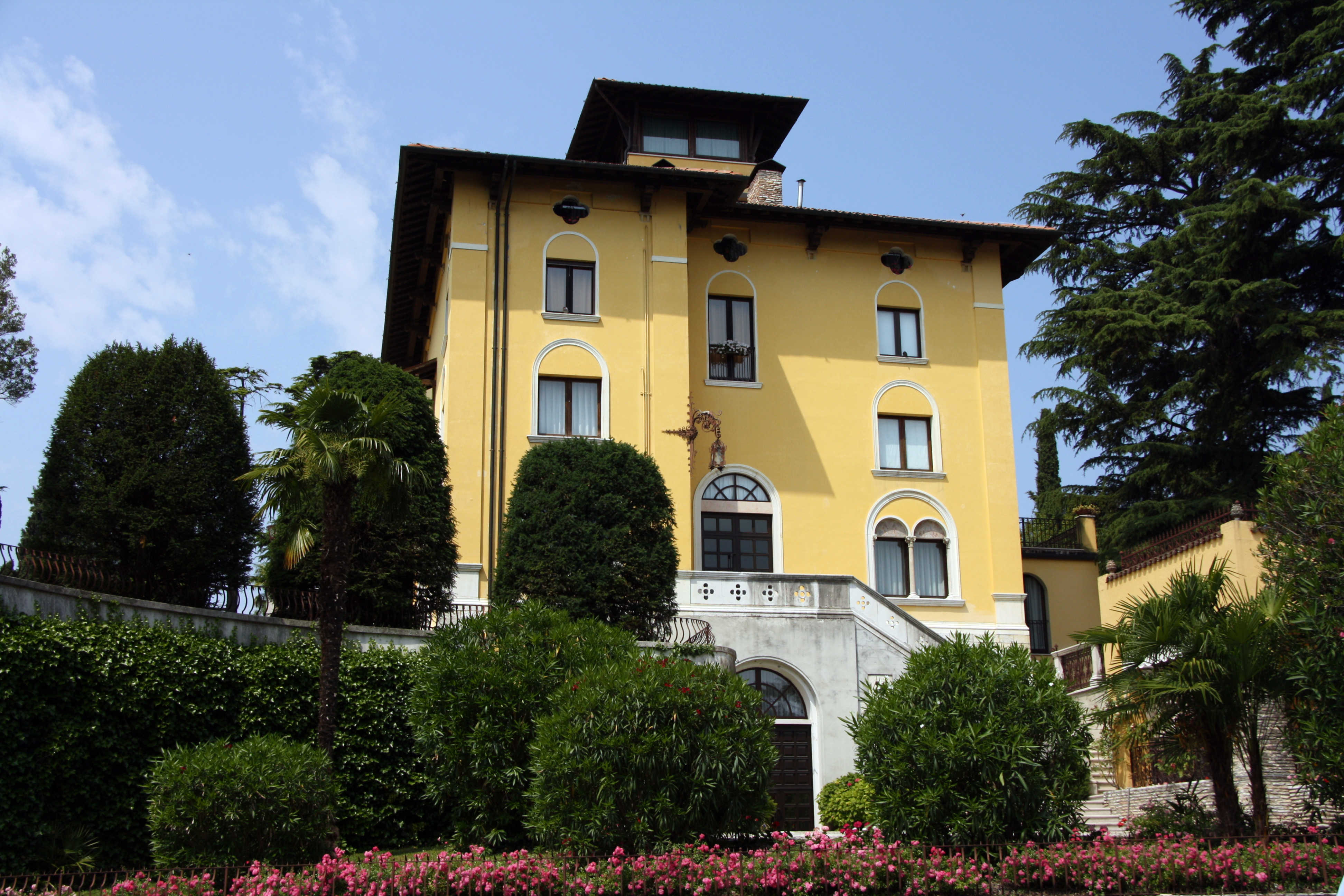
منزل مينيجيني في مدينة سيرميوني الايطالية، حيث عاشت مع زوجته كالاس بين عامي 1950 - 1959

اعجب جيوفاني بمغنية الاوبرا اليونانية ماريا كالاس حيث بدأ في مغازلتها. وتزوجها في عام 1949، وتولى هو تسيير حياتها المهنية، حيث كانت تعرف باسم ماريا مينجيني كالاس في بداية حياتها المهنية في إيطاليا. وبزواجها من الإيطالي حصلت ماريا على الجنسية الإيطالية، وتخلت عن الجنسية الأمريكية. وأوضح بيان صادر عن مكتبها، أن السبب يتمثل بـ«تسهيل اجراءات زواجها من الإيطالي مينيغيني».
كانت حياة ماريا مستقرة، فهي زوجة ممتازة تقضي وقتها بين منزلها ودار الاوبرا (لاسكالا) حيث تقوم بتدريباتها المألوفة وكانت تصرح للصحافة: (ان اهتمامي ينصب على الاعتناء بفني وزوجي) حيث كانت تشكل مع زوجها ثنائيا منسجما، اذ أن زوجها (منجيني) هو مدير أعمالها وكانت لا تتخذ أي قرار دون استشارته، وكانت تصر على اقتران اسمها مع اسمه في الإعلان عن أي عمل فني لها.
ظلت حياة ماريا كالاس هادئة ومستقرة مع زوجها مينيجيني حتى العام 1959 حيث دعي الزوجان إلى رحلة بحرية على متن السفينة (كريستينا) التي يملكها امبراطور الاساطيل البحرية والجوية أرسطو أوناسيس وكان ونستون تشرشل مدعوا إلى تلك الرحلة. وكانت هذه الرحلة هي بداية مرحلة جديدة في حياة ماريا، حيث بدأت ترتبط عاطفيا بأوناسيس، اما زوجها جيوفاني فقد ترك نابولي وعاد إلى مدينة فيرونا حيث كانا يسكنان في بداية سنوات زواجهما.
بدأت الصحف تكتب عن سهم كيوبيد الذي اصاب أشهر مغنية اوبرا وأشهر الاثرياء في العالم وكان لابد من الانفصال بين ماريا وزوجها، وأشيع أنها حينما غادرت المنزل صرخ زوجها قائلا: (خذي كلبك معك) ورمى لها كلبها وصفق الباب بقوة. لكن ماريا نفسها أكدت أن جيوفاني مينيجيني كان رجل طيب حتى عندما قررا الانفصال، ساعدها ودعمها في حياتها المهنية وإثبات نفسها في إيطاليا.